# 圣欧拉利娅-德奥斯科斯
圣欧拉利娅-德奥斯科斯（西班牙語：Santa Eulalia de Oscos）是西班牙阿斯图里亚斯的一个市镇。总面积47平方公里，总人口557人（2001年），人口密度12人/平方公里。